# Bálint Vogyicska
Bálint Vogyicska (ur. 27 lutego 1998 w Mohaczu) – węgierski piłkarz grający na pozycji środkowego pomocnika w klubie Gyirmót FC Győr.

## Kariera juniorska
Vogyicska grał jako junior w Mohácsi TE (do 2009), Kozármisleny SE (2009–2011) oraz w MTK Budapest FC (2011–2015).

## Kariera seniorska

### MTK Budapest FC
Vogyicska zadebiutował dla MTK Budapest FC 23 maja 2015 w meczu z Szombathelyi Haladás (wyg. 2:0). Pierwszą bramkę zawodnik ten zdobył 13 sierpnia 2016 w zremisowanym 1:1 spotkaniu przeciwko Debreceni VSC. Łącznie dla MTK Budapest FC Węgier rozegrał 54 mecze, strzelając 3 gole.

### Vasas FC
Vogyicska został wypożyczony do Vasas FC 19 lipca 2017. Debiut dla tego klubu zaliczył on 30 lipca 2017 w meczu z Puskás Akadémia FC (wyg. 2:0). Ostatecznie w barwach Vasas FC Węgier wystąpił 21 razy, nie zdobywając żadnej bramki.

### Gyirmót FC Győr
Vogyicska przeniósł się do Gyirmót FC Győr 4 września 2019. Zadebiutował on dla tego zespołu 15 września 2019 w przegranym 1:2 spotkaniu przeciwko Dorogi FC.

## Kariera reprezentacyjna
| Mecze i gole w reprezentacji | Mecze i gole w reprezentacji | Mecze i gole w reprezentacji | Mecze i gole w reprezentacji | Mecze i gole w reprezentacji | Mecze i gole w reprezentacji | Mecze i gole w reprezentacji | Mecze i gole w reprezentacji                  |
| Węgry U-16                   | Węgry U-16                   | Węgry U-16                   | Węgry U-16                   | Węgry U-16                   | Węgry U-16                   | Węgry U-16                   | Węgry U-16                                    |
| Lp.                          | Data                         | Miejsce                      | Gospodarz                    | Gość                         | Wynik                        | Gol                          | Rozgrywki                                     |
| ---------------------------- | ---------------------------- | ---------------------------- | ---------------------------- | ---------------------------- | ---------------------------- | ---------------------------- | --------------------------------------------- |
| 1.                           | 30.04.2013                   | Ritzing                      | Austria U-16                 | Węgry U-16                   | 1:0                          |                              | Mecz towarzyski                               |
| 2.                           | 02.05.2013                   | Mosonmagyaróvár              | Węgry U-16                   | Austria U-16                 | 0:1                          |                              | Mecz towarzyski                               |
| 3.                           | 22.06.2014                   | Bakovci                      | Polska U-16                  | Węgry U-16                   | 1:0                          |                              | UEFA Development U-16                         |
| Węgry U-17                   |                              |                              |                              |                              |                              |                              |                                               |
| Lp.                          | Data                         | Miejsce                      | Gospodarz                    | Gość                         | Wynik                        | Gol                          | Rozgrywki                                     |
| 1.                           | 23.09.2014                   | Telki                        | Węgry U-17                   | Szwajcaria U-17              | 2:0                          |                              | Mecz towarzyski                               |
| 2.                           | 25.09.2014                   | Telki                        | Węgry U-17                   | Szwajcaria U-17              | 0:2                          |                              | Mecz towarzyski                               |
| 3.                           | 21.10.2014                   | Telki                        | Węgry U-17                   | Izrael U-17                  | 1:0                          |                              | Mistrzostwa Europy U-17 2015 – eliminacje     |
| 4.                           | 23.10.2014                   | Telki                        | Węgry U-17                   | Kazachstan U-17              | 1:0                          |                              | Mistrzostwa Europy U-17 2015 – eliminacje     |
| 5.                           | 26.10.2014                   | Telki                        | Węgry U-17                   | Chorwacja U-17               | 1:2                          |                              | Mistrzostwa Europy U-17 2015 – eliminacje     |
| 6.                           | 20.03.2015                   | Telki                        | Węgry U-17                   | Czechy U-17                  | 0:1                          |                              | Mistrzostwa Europy U-17 2015 – runda elitarna |
| 7.                           | 22.03.2015                   | Felcsút                      | Węgry U-17                   | Szkocja U-17                 | 0:0                          |                              | Mistrzostwa Europy U-17 2015 – runda elitarna |
| 8.                           | 25.03.2015                   | Felcsút                      | Węgry U-17                   | Bośnia i Hercegowina U-17    | 1:2                          |                              | Mistrzostwa Europy U-17 2015 – runda elitarna |
| Węgry U-19                   |                              |                              |                              |                              |                              |                              |                                               |
| Lp.                          | Data                         | Miejsce                      | Gospodarz                    | Gość                         | Wynik                        | Gol                          | Rozgrywki                                     |
| 1.                           | 21.07.2015                   | Telki                        | Węgry U-19                   | Białoruś U-19                | 1:0                          |                              | Mecz towarzyski                               |
| 2.                           | 23.07.2015                   | Telki                        | Węgry U-19                   | Białoruś U-19                | 2:1                          |                              | Mecz towarzyski                               |
| 3.                           | 11.08.2015                   | Telki                        | Węgry U-19                   | Czechy U-19                  | 1:2                          |                              | Mecz towarzyski                               |
| 4.                           | 13.08.2015                   | Telki                        | Węgry U-19                   | Czechy U-19                  | 2:3                          |                              | Mecz towarzyski                               |
| 5.                           | 18.09.2015                   | Poreč                        | Kazachstan U-19              | Węgry U-19                   | 0:4                          |                              | Mistrzostwa Europy U-19 2016 – eliminacje     |
| 6.                           | 23.09.2015                   | Pula                         | Chorwacja U-19               | Węgry U-19                   | 1:1                          |                              | Mistrzostwa Europy U-19 2016 – eliminacje     |
| 7.                           | 02.09.2016                   |                              | Izrael U-19                  | Węgry U-19                   | 3:0                          |                              | Mecz towarzyski                               |
| 8.                           | 10.11.2016                   | Erywań                       | Włochy U-19                  | Węgry U-19                   | 1:0                          |                              | Mistrzostwa Europy U-19 2017 – eliminacje     |
| 9.                           | 15.11.2016                   | Erywań                       | Armenia U-19                 | Węgry U-19                   | 0:4                          |                              | Mistrzostwa Europy U-19 2017 – eliminacje     |
| 10.                          | 22.03.2017                   | Uherské Hradiště             | Czechy U-19                  | Węgry U-19                   | 2:1                          |                              | Mistrzostwa Europy U-19 2017 – runda elitarna |
| 11.                          | 27.03.2017                   | Zlin                         | Szkocja U-19                 | Węgry U-19                   | 1:2                          |                              | Mistrzostwa Europy U-19 2017 – runda elitarna |

## Sukcesy
Sukcesy w karierze klubowej:
- Nemzeti Bajnokság II – 1×, z Gyirmót FC Győr, sezon 2020/2021